# Marquesado de Villanueva del Fresno

El marquesado de Villanueva del Fresno es un título nobiliario español, de Castilla. Fue creado en 1530 por el rey Carlos I en favor de Juan Portocarrero y Cárdenas, IX señor de Moguer y VII de Villanueva del Fresno, caballero de la Orden de Santiago.
Su denominación alude a la villa extremeña de Villanueva del Fresno, en la provincia de Badajoz, que era de señorío del concesionario.
El señorío de Villanueva del Fresno tuvo su origen en 1332, cuando el rey Alfonso XI de Castilla concedió dicha villa a Martín Fernández Portocarrero, que ya era II señor de Moguer.
Estos marqueses adoptaron en su titulatura el dictado impropio de «marqueses de Villanueva del Fresno y Barcarrota», que llegó a figurar incluso en alguna real carta de sucesión.[cita requerida] Lo que en el siglo XIX permitió el desdoblamiento del título en dos, al admitir la Administración la existencia del marquesado de Barcarrota como un título distinto del que tratamos, aunque de igual creación y sucesión. Pese a que la concesión de 1530 fue de una merced única.

## Lista de señores y marqueses
|                                                                      | Titular                                                              | Periodo                                                              |
| Señores de Villanueva del Fresno Concesión de Alfonso XI de Castilla | Señores de Villanueva del Fresno Concesión de Alfonso XI de Castilla | Señores de Villanueva del Fresno Concesión de Alfonso XI de Castilla |
| -------------------------------------------------------------------- | -------------------------------------------------------------------- | -------------------------------------------------------------------- |
| I                                                                    | Martín Fernández Portocarrero                                        | 1356-1362                                                            |
| II                                                                   | Alonso Fernández Portocarrero                                        | 1362-1384                                                            |
| III                                                                  | Martín Fernández Portocarrero                                        | 1384-1418                                                            |
| IV                                                                   | Pedro Fernández Portocarrero                                         | 1418-1429                                                            |
| V                                                                    | María Portocarrero                                                   | 1444-1471                                                            |
| VI                                                                   | Pedro Portocarrero                                                   | 1471-1519                                                            |
| VII                                                                  | Juan Portocarrero                                                    | 1519-1530                                                            |
| Marqueses de Villanueva del Fresno Creación por Carlos I de España   |                                                                      |                                                                      |
| I                                                                    | Juan Portocarrero                                                    | 1530-1544                                                            |
| II                                                                   | Pedro Portocarrero                                                   | 1544-1557                                                            |
| III                                                                  | Alonso Portocarrero                                                  | 1557-1560                                                            |
| IV                                                                   | Juan Portocarrero                                                    | 1560-?                                                               |
| V                                                                    | Alonso Portocarrero                                                  | ¿-1622                                                               |
| VI                                                                   | Francisca Luisa Portocarrero                                         | 1622-1639                                                            |
| VII                                                                  | Juan Gaspar Domingo Portocarrero                                     | 1639-1640                                                            |
| VIII                                                                 | Francisco Portocarrero                                               | 1640-?                                                               |
| IX                                                                   | Alonso Portocarrero                                                  | ¿-?                                                                  |
| X                                                                    | Pedro Fernández Portocarrero                                         | ¿-1703                                                               |
| XI                                                                   | Diego Antonio-López Barradas                                         | 1718-1727                                                            |
| XII                                                                  | Antonio-López Barradas Portocarrero                                  | 1727-1729                                                            |
| XIII                                                                 | Cristóbal Gregorio Portocarrero                                      | 1729-1763                                                            |
| XIV                                                                  | Cristóbal Pedro Portocarrero                                         | ¿-1757                                                               |
| XV                                                                   | María Francisca de Sales Portocarrero y Zúñiga Felipe López Pacheco  | 1763-1808 1765-1798                                                  |
| XVI                                                                  | Eugenio Portocarrero y Palafox Diego Fernández de Velasco            | 1808-1834 1798-1811                                                  |
| XVII                                                                 | Cipriano Palafox y Portocarrero                                      | 1834-1839                                                            |
| XVIII                                                                | María Francisca de Sales Portocarrero y Kirkpatrick                  | 1839-1860                                                            |
| XiX                                                                  | Carlos María Fitz-James Stuart y Portocarrero                        | 1881-1901                                                            |
| XX                                                                   | Jacobo Fitz-James Stuart y Falcó                                     | 1901-1955                                                            |
| XXI                                                                  | María del Rosario Cayetana Fitz-James Stuart y Silva                 | 1955-2014                                                            |
| XXII                                                                 | Carlos Fitz-James Stuart y Martínez de Irujo                         | 2014-hoy                                                             |